# ك. جي. ماكليود
ك. جي. ماكليود (بالإنجليزية: K. G. MacLeod)‏ (2 فبراير 1888 في المملكة المتحدة - 7 مارس 1967) هو لاعب اتحاد الرغبي ولاعب كركيت ولاعب غولف ولاعب كرة قدم بريطاني (وحمل سابقاً جنسية المملكة المتحدة لبريطانيا العظمى وأيرلندا) في مركز وسط ‏. لعب مع مانشستر سيتي ومنتخب اسكتلندا الوطني لاتحاد الرغبي.

## وصلات خارجية
- ك. جي. ماكليود عل موقع إسبنسكروم (الإنجليزية)
- ك. جي. ماكليود على موقع أوليمبيديا (الإنجليزية)
- ك. جي. ماكليود قاعة قاعة إسكتلندا للمشاهير الرياضية (الإنجليزية)